# Maria Vedder
Maria Vedder (* 1948 in Nordhorn) ist Medienkünstlerin und Hochschullehrerin an der Universität der Künste Berlin, sie lebt und arbeitet in Berlin.

## Leben
Maria Vedder studierte Fotografie, Theater-, Film- und Fernsehwissenschaft sowie Sozialwissenschaft und ist seit den 1970er Jahren als Videokünstlerin und Fotografin tätig. Von Beginn an begleiteten längere Studienaufenthalte und Vortragsreihen in Asien ihre künstlerische Arbeit. Gastprofessuren an der Fachhochschule Düsseldorf und der Hochschule für Künste Bremen folgten. In den 1980ern verfasste sie in Zusammenarbeit mit Bettina Gruber Bücher über Video, parallel entstanden gemeinsame Videofilme. 1991 übernahm sie die Professur für Medienkunst an der Universität der Künste Berlin. Ihre Arbeiten sind weltweit in Sammlungen vertreten.
Maria Vedder ist Mitglied im Deutschen Künstlerbund.

## Auszeichnungen
- 1988 Hauptpreis Marler Videokunst-Preis
- 1991 Hauptpreis Festival International de Video, Vigo/Spanien

## Arbeiten (Auswahl)
In folgenden aktuellen Veröffentlichungen sind Vedders Videos und Fotografien enthalten:
- Neue Heimat Berlin Contemporary, Berlinische Galerie, Landesmuseum Berlin 2007[2]
- Rudolf Frieling und Wulf Herzogenrath (Hrsg.): 40JAHREVIDEOKUNST.DE, DVD und Katalog, Hatje Cantz Verlag, Ostfildern 2006[3]
- Rudolf Frieling und Wulf Herzogenrath (Hrsg.): 40JAHREVIDEOKUNST.DE Digitales Erbe: Studienedition zur Videokunst in Deutschland von 1963 bis heute, 12 DVDs, Hatje Cantz Verlag, Ostfildern 2006
- David Becker: Die Erfindung des Traumas – Verflochtene Geschichten, mit Fotografien von Maria Vedder, Edition Freitag, Berlin 2006
- looppool, 51. Int. Kurzfilmfestival Oberhausen und Raum für Projektion Köln, DVD, 2005
- Dieter Daniels und Rudolf Frieling (Hrsg.): Medien Kunst Netz, Internet und Buch, ZKM/Zentrum für Kunst und Medientechnologie, Karlsruhe 2004
- Dieter Daniels und Rudolf Frielin (Hrsg.): Medien Kunst Interaktion, CD-Rom und Buch, ZKM/Zentrum für Kunst und Medientechnologie, Karlsruhe 2000

## Ausstellungen
- 2012 Gruppenausstellung Bilder gegen die Dunkelheit. Videokunst aus dem Archiv des imai im KIT, Kunst im Tunnel, Düsseldorf

## Veröffentlichungen
- Maria Vedder: The Only Revolution of My Life in: KINO-SINE: Philippine-German Cinema Relations, Hrsg. Tilman Baumgärtel. Goethe-Institut Manila, 2007. ISBN 978-971-27-2025-3[4]
- Bettina Gruber und Maria Vedder: Kunst und Video: internationale Entwicklung und Künstler, Dumont. Köln, 1983. ISBN 3-7701-1497-3.
- Bettina Gruber und Maria Vedder: DuMonts Handbuch der Video-Praxis. DuMont. Köln, 1982, ISBN 3-7701-1381-0